# Fixkes
Fixkes is een Belgische band uit Stabroek. De band mixt in zijn muziek akoestische popmuziek met rap. De eerste single van Fixkes, Kvraagetaan (2007), groeide in Vlaanderen uit tot een van de grootste Nederlandstalige hits aller tijden.

## Geschiedenis
Fixkes werd in november 2005 opgericht door Sam en Jan Valkenborgh. De naam Fixkes is een bijnaam die Sam in zijn jeugd kreeg. Jan drumt en Sam zingt en speelt gitaar, hij schrijft tevens de teksten en muziek. De bezetting van de band bestaat verder uit Peter Deckers (gitaar, mondharmonica), Johan Pauwels (basgitaar), Bart Palmers (pianoaccordeon) en Joris Van den Broeck (percussie) .
In januari 2007 werd de band opgepikt door het Nederlandse Excelsior Recordings. Fixkes bracht vervolgens zijn eerste single Kvraagetaan uit in februari. De band, die al een fikse aanhang had op zijn MySpace-pagina, brak toen ook op grote Vlaamse schaal door. Studio Brussel lanceerde de single tot Hotshot , wat betekende dat de plaat gedurende een week het meest gedraaide nummer op de zender was.
Kvraagetaan werd eerst uitgebracht als iTunes-nummer op 5 februari, en vervolgens ook op cd (12 februari). Het was de laatste single die in België werd uitgegeven als cd voordat er definitief werd overgestapt op online verkoop. Binnen een week kwam de single op nummer één in de iTunes-hitlijst. In maart 2007 kwam Fixkes op nummer 1 te staan in de Ultratop 50. Ook in april, mei en juni bleven ze die plaats bezetten. Eind juni stonden ze 16 weken op 1, een record. De single werd in Vlaanderen de best verkochte single van 2007 en werd bekroond met platina.
In september verscheen het debuutalbum van de band, dat ook goed ontvangen werd. Het werd onderscheiden met een gouden plaat. Ongelukkig, een nummer over ex-lieven, verscheen in september 2007 als tweede single. De derde single uit het debuutalbum, Lievelingsdier, verscheen in mei 2008.
In januari 2010 bracht Fixkes de single Rock-'n-Roll uit, als voorproefje voor hun tweede album Superheld, dat uitkwam in maart 2010. In oktober 2010 stapte bassist Johan Pauwels uit de groep om meer tijd te hebben voor zijn privéleven. Ook percussionist Joris Van den Broeck verliet de band. In de plaats kwam Mike Engels (Freestyle Fabrik, We Are Not), die als gast al te horen was op de eerste twee albums. Hij nam gitaar voor zijn rekening, Sam Valkenborgh verhuisde naar de bas.
In deze bezetting maakte de band haar derde album, Weeral halfacht, dat verscheen in 2014. Singles waren Nooit Niks, Jody Foster, Buitenmens en Koriander van den Turk.
Zes jaar later, in september 2020, volgde het vierde album IV.
In 2024 tourden Fixkes langsheen de Vlaamse theaters met hun show Vraagetaan Fixkes naar aanleiding van hun nieuwe single Jennifer Jennings. Het publiek kon zelf suggesties doen welke (cover)songs ze wilden horen. In hetzelfde jaar brachten ze een cover uit van "Danny", oorspronkelijk van het electropopduo Kenji Minogue.

## Discografie

### Albums
| Album met hitnotering(en) in de Vlaamse Ultratop 200 albums | Datum van verschijnen | Datum van binnenkomst | Hoogste positie | Aantal weken | Opmerkingen |
| ----------------------------------------------------------- | --------------------- | --------------------- | --------------- | ------------ | ----------- |
| Fixkes                                                      | 28-09-2007            | 06-10-2007            | 3               | 21           |             |
| Superheld                                                   | 08-03-2010            | 13-03-2010            | 25              | 9            |             |
| Weeral halfacht                                             | 08-09-2014            | 20-09-2014            | 14              | 10           |             |
| IV                                                          | 18-09-2020            | 26-09-2020            | 145             | 1            |             |

### Singles
| Single met hitnotering(en) in de Vlaamse Ultratop 50 | Datum van verschijnen | Datum van binnenkomst | Hoogste positie | Aantal weken | Opmerkingen                                                           |
| ---------------------------------------------------- | --------------------- | --------------------- | --------------- | ------------ | --------------------------------------------------------------------- |
| Kvraagetaan                                          | 2007                  | 24-02-2007            | 1(16wk)         | 36           | Best verkochte single van 2007 / Platina / Nr. 1 in de Radio 2 Top 30 |
| Ongelukkig                                           | 2007                  | 06-10-2007            | 16              | 12           | Nr. 5 in de Radio 2 Top 30                                            |
| Over 't water                                        | 07-12-2007            | 22-12-2007            | 4               | 7            | met Axelle Red / Nr. 5 in de Radio 2 Top 30                           |
| Lievelingsdier                                       | 2008                  | 07-06-2008            | tip16           | -            |                                                                       |
| Rock 'n' Roll                                        | 18-01-2010            | 23-01-2010            | tip5            | -            | Nr. 9 in de Vlaamse Top 10                                            |
| Jodie Foster                                         | 26-05-2014            | 27-06-2014            | tip81           | -            | Nr. 46 in de Vlaamse Top 50                                           |
| Buitenmens                                           | 15-09-2014            | 20-09-2014            | tip21           | -            | Nr. 9 in de Vlaamse Top 50                                            |
| Koriander van den Turk                               | 22-06-2015            | 04-07-2015            | tip75           | -            | Nr. 39 in de Vlaamse Top 50                                           |
| Ik weet niemand                                      | 09-03-2018            | 17-03-2018            | tip             | -            |                                                                       |
| Hoboken                                              | 07-09-2018            | 15-09-2018            | tip             | -            | Nr. 36 in de Vlaamse Top 50                                           |
| Dardennen                                            | 05-06-2020            | 13-06-2020            | tip             | -            |                                                                       |
| Allereerste keer                                     | 25-09-2020            | 10-10-2020            | tip             | -            | Nr. 45 in de Vlaamse Top 50                                           |